# Santa María de Dulcis
Santa María de Dulcis es un municipio español de la provincia de Huesca, comunidad autónoma de Aragón. Tiene un área de 27,03 km², con una población de 211 habitantes y una densidad de 7,81 hab/km²
Santa María de Dulcis es el resultado de la fusión administrativa en la década de 1970 de dos antiguos municipios: Buera y Huerta de Vero, unidos bajo una misma alcaldía.

## Geografía

### Núcleos de población
- Buera
- Huerta de Vero (capital)

## Demografía
Santa María de Dulcis cuenta con una población de 209 habitantes (INE 2024).
| Gráfica de evolución demográfica de Santa María de Dulcis entre 1981 y 2021 |
| |
| Población de derecho según los censos de población del INE Población de hecho según los censos de población del INEEntre el censo de 1981 y el anterior, aparece este municipio porque se fusionan los municipios Buera y Huerta de Vero |

## Administración y política
| Período   | Alcalde                 | Partido |  |
| --------- | ----------------------- | ------- |  |
| 1979-1983 | Félix Ríos Monclús      | UCD     |  |
| 1983-2000 | Antonio Carpi Buisán    | PSOE    |  |
| 2003-2007 |                         | CHA     |  |
| 2007-2011 |                         | CHA     |  |
| 2011-2015 | Mariano Jesús Lisa Pano | CHA     |  |
| 2015-2019 | Maríano Lisa Pano       | PSOE    |  |

| Partido político    | Partido político                                   | 2003   | 2007   | 2011   | 2015   |
| Partido político    | Partido político                                   | Ediles | Ediles | Ediles | Ediles |
|                     | Partido de los Socialistas de Aragón (PSOE-Aragón) | 1      | 1      | 1      | 4      |
|                     | Partido Popular de Aragón (PP)                     | —      | —      | —      | 1      |
|                     | Partido Aragonés (PAR)                             | —      | —      | —      | —      |
|                     | Chunta Aragonesista (CHA)                          | 4      | 4      | 4      | —      |
| Total de concejales | Total de concejales                                | 5      | 5      | 5      | 5      |